# Josef Bělohlav

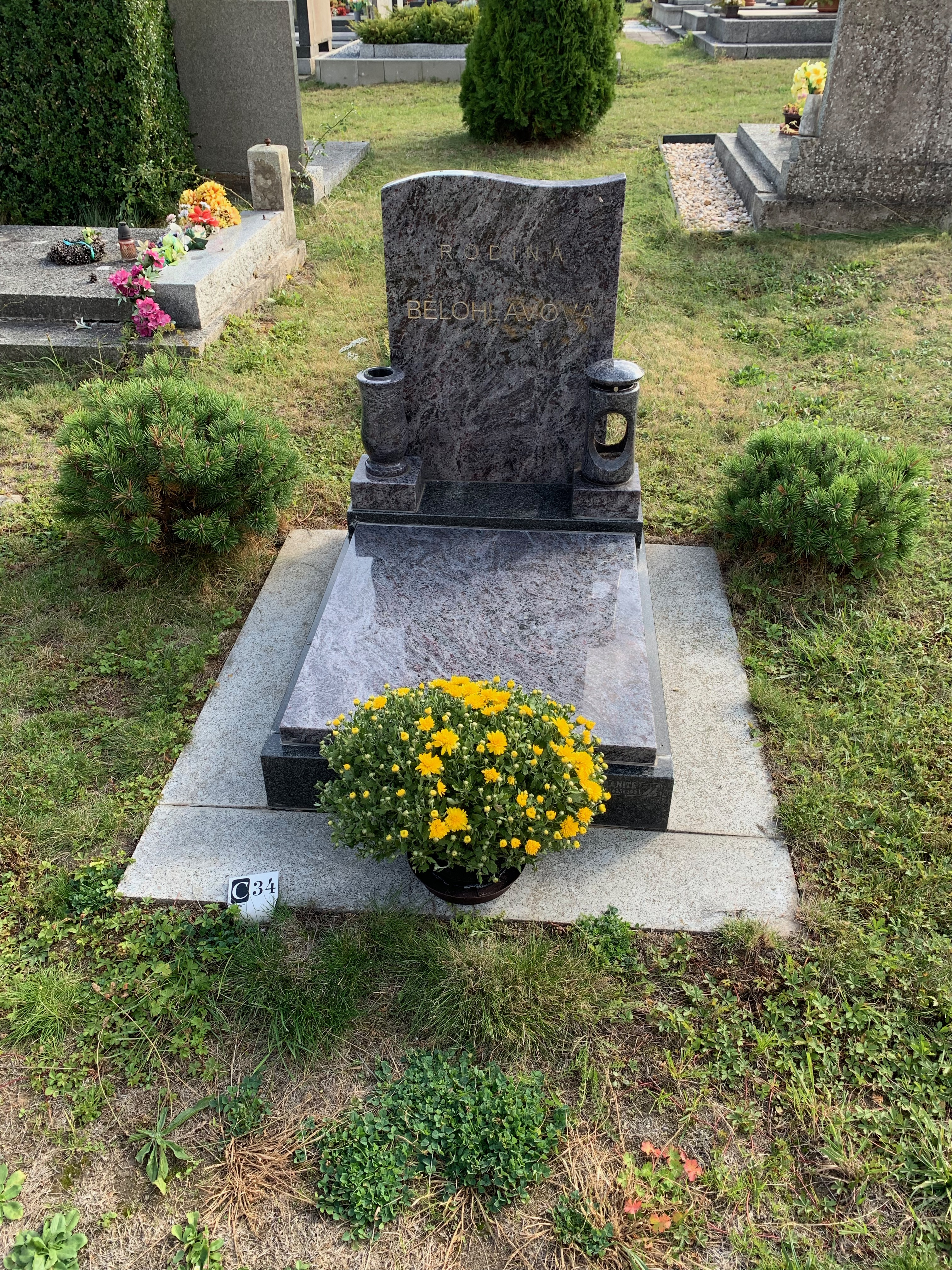
Místo posledního odpočinku Josefa Bělohlava v rodinném hrobě v Čisté

Josef Bělohlav (2. února 1931 Čistá – 16. ledna 1992 Dubá) byl kněz litoměřické diecéze, duchovní správce děkanství v Dubé na Českolipsku, byl vicerektorem kněžského semináře v Litoměřicích.

## Život
Narodil se v roce 1931 v Čisté na Mladoboleslavsku.
V roce 1952 nastoupil jako vedoucí osobní dopravy do Dopravního závodu 610 v Bělé pod Bezdězem. Jako vynikající odborník na autobusovou dopravu byl členem komise Ministerstva dopravy pro koordinaci jízdních řádů. Po změně územních celků v roce 1960, kdy zanikl Liberecký kraj a Bělá pod Bezdězem přešla do kraje Středočeského došlo i ke změně podniků ČSAD. Byl nově ustavený závod ČSAD Česká Lípa, kam přešel a zastával opět funkci vedoucího osobní dopravy. Vzhledem ke svým zkušenostem a vynikajícím řídícím schopnostem v krátké době přešel na podnikové ředitelství ČSAD Ústí nad Labem a jako náměstek ředitele odpovídal za řízení dopravy v Severočeském kraji.
V roce 1966 začal studovat na CMBF v Litoměřicích, v roce 1970 byl tamtéž vysvěcen na kněze. Jako kaplan působil od r. 1971 v Mladé Boleslavi, zakrátko byl přeložen do vedle ležících Kosmonos, odkud přešel v roce 1973 do Dubé.
Kromě duchovní správy farností Dubá, Deštná, Tuhaň a Medonosy byl také v letech 1975–1978 hospodářským referentem litoměřické diecéze a současně v letech 1977–1981 vicerektorem kněžského semináře v Litoměřicích. V Dubé byl za jeho působnosti (v letech 1985–1991) generálně opraven děkanský kostel Nalezení sv. Kříže.
Zemřel 16. ledna 1992. Po rozloučení mší svatou v děkanském kostele v Dubé dne 23. ledna byl téhož dne pohřben ve svém rodišti v Čisté do rodinného hrobu.